# Принц Карл Фридрих
Карл Фридрих (нем. Carl Friedrich von Preußen, Карл Фридрих Франц Александр фон Прусский; род. 23 января 2013, Бремен, Германия) — немецкий аристократ. Является прямым потомком Вильгельма II — императора Германии (отрёкся от престола в 1918 году, вскоре после Первой мировой войны), а также первым в линии наследования несуществующего немецкого престола (как Король Пруссии и Император Германии). У Карла имеется младший брат-близнец: Луи-Фердинанд.

## Биография
Карл и его брат-близнец Луи-Фердинанд родились 23 января 2013 года в городе Бремен, в семье принца Георга Фридриха Прусского и его жены, принцессы Софии фон Прусской. Они поженились в 2011 году и являются потомками монархов, свергнутых в 1918 году во время немецкой революции. Через своего отца Карл Фридрих является прямым потомком монархов, таких как Вильгельм II, королева Виктория (по прозвищу «Бабушка Европы»), Александр II, короли Пруссии и графы Гогенцоллерны. Через свою мать он происходит от Леопольда II, великого герцога Тосканы, потомка нескольких европейских монархов XVI—XVII веков, таких как Яков I, Филипп II, Карл VI, императоров Священной Римской Империи, среди прочих, делая его связанным со всей нынешней европейской знатью, с двумя бразильскими императорами и последним мексиканским императором Максимилианом I более чем одним путём, как по отцовской, так и по материнской линии. Как старший из сыновей Георга, он является первым в линии наследования немецкого престола, упразднённого с отречением Вильгельма II Германии и крушением монархии в 1918 году.

## Линия наследования в Соединенном Королевстве
Как прямой потомок королевы Виктории, через её второго сына: Альфреда Саксен-Кобург-Готского, Карл занимает собственное место в линии наследования британского престола вскоре после своего отца.

## Награды
- Кавалер Большого Креста Ордена Красного орла[7]
- Кавалер Ордена прусской короны[7]
- Кавалер Ордена Короны
- Кавалер Ордена Дома Гогенцоллернов[7]
- Кавалер Ордена за заслуги
- Кавалер Ордена Луизы
- Кавалер Ордена Вильгельма

## Титул
- 23 января 2013 г. — настоящее время: «Его Императорское и Королевское Высочество принц Карл Фридрих Прусский».[8]